# Ta-lien I-fang
Ta-lien I-fang (čínsky pchin-jinem Dàlián Yīfāng, znaky zjednodušené 大连一方) je čínský profesionální fotbalový klub, který sídlí ve městě Ta-lien v provincii Liao-ning. Založen byl v roce 2009 pod názvem Ta-lien A-er-pin. Svůj současný název nese od roku 2016. Klubové barvy jsou modrá, černá a bílá. Od sezóny 2017 působí v čínské první nejvyšší fotbalové soutěži.
Své domácí zápasy odehrává v Ta-lienském sportovním centru s kapacitou 61 000 diváků.
Plný název klubu je Fotbalový klub Ta-lien I-fang (čínsky v českém přepisu Ta-lien I-fang cu-čchiou ťü-le-pu, pchin-jinem Dàlián Yīfāng zúqiú jùlèbù, znaky zjednodušené 大连一方足球俱乐部)

## Historické názvy
- 2009 – Ta-lien A-er-pin (Ta-lien A-er-pin cu-čchiou ťü-le-pu)
- 2012 – fúze s Ta-lien Š’-te ⇒ název nezměněn
- 2016 – Ta-lien I-fang (Ta-lien I-fang cu-čchiou ťü-le-pu)

## Známí hráči
- Mile Sterjovski (2012)
- Seydou Keita (2012–2013)
- Guillaume Hoarau (2013)
- Peter Utaka (2013–2014)
- Mohamed Bangura (2016)
- Constantin Budescu (2016–2017)
- Sekou Oliseh (2016–)
- José Fonte (2018)
- Nicolas Gaitan (2018–2019)
- Yannick Ferreira Carrasco (2018–2020)
- Marek Hamšík (2019–2021)

## Umístění v jednotlivých sezonách
Stručný přehled
Zdroj: 
- 2010: China League Two North
- 2011: China League One
- 2012–2014: Chinese Super League
- 2015– : China League One

Jednotlivé ročníky
Zdroj: 
Legenda: Z - zápasy, V - výhry, R - remízy, P - porážky, VG - vstřelené góly, OG - obdržené góly, +/- - rozdíl skóre, B - body, červené podbarvení - sestup, zelené podbarvení - postup, fialové podbarvení - reorganizace, změna skupiny či soutěže
| Čínská lidová republika (2010 – ) |                        |        |    |    |    |    |    |    |     |    |        |
| Sezóny                            | Liga                   | Úroveň | Z  | V  | R  | P  | VG | OG | +/- | B  | Pozice |
| 2010                              | China League Two North | 3      | 21 | 14 | 3  | 4  | 37 | 14 | +23 | 34 | 1.     |
| 2011                              | China League One       | 2      | 28 | 16 | 6  | 4  | 45 | 20 | +25 | 54 | 1.     |
| 2012                              | Chinese Super League   | 1      | 30 | 11 | 11 | 8  | 51 | 46 | +5  | 45 | 5.     |
| 2013                              | Chinese Super League   | 1      | 30 | 11 | 8  | 11 | 40 | 43 | -3  | 41 | 5.     |
| 2014                              | Chinese Super League   | 1      | 30 | 6  | 11 | 13 | 32 | 45 | -13 | 29 | 15.    |
| 2015                              | China League One       | 2      | 30 | 17 | 7  | 6  | 46 | 22 | +24 | 58 | 3.     |
| 2016                              | China League One       | 2      | 30 | 14 | 3  | 13 | 43 | 44 | -1  | 45 | 5.     |
| 2017                              | China League One       | 2      | 30 |    |    |    |    |    |     |    |        |